# Al Aqrabaniya
Al Aqrabaniya, en arabe : العقربانية, est un village du gouvernorat de Naplouse en Palestine,  situé à 12 km à l'est de Naplouse, au centre de la Cisjordanie.
Selon le recensement du bureau central palestinien des statistiques, la localité compte une population de 939 habitants en 2017.